# Ryo Kiyuna
Ryo Kiyuna (en japonais : 喜友名諒) est un karatéka japonais né le 12 juillet 1990 à Okinawa. Spécialiste du kata, il est trois fois champion du monde en individuel et deux fois par équipe avant de devenir le premier champion olympique de sa discipline aux Jeux olympiques d'été de 2020 à Tokyo.
Le 20 novembre 2021, il remporte son quatrième titre mondial à Dubaï, faisant de lui le karatéka le plus médaillé en kata aux championnats du monde.